# Pallacanestro Varese 1973-1974
Nel Campionato 1973-74, ultimo con l'assegnazione di Campione d'Italia al termine del girone di ritorno, la Pallacanestro Varese sostituisce l'allenatore jugoslavo, Aza Nikolić, tornato alla squadra che precedentemente dirigeva, la Stella Rossa di Belgrado, con Sandro Gamba, dal 1965 alla Simmenthal Milano, ora Innocenti Milano, come assistente di Cesare Rubini, che porta con sé il vice Bruno Arrigoni.
Nella rosa dei giocatori il cambiamento maggiormente significativo è quello di Ottorino Flaborea, che lascia la squadra dopo otto anni.
In Campionato la Pallacanestro Varese vince, mentre perde la finale di Coppa Europa, che si svolge nella città francese di Nantes, contro il Real Madrid. In Coppa Italia l'Ignis giunge terza.

## Rosa 1973/74
- Ivan Bisson
- Sergio Rizzi
- Bob Morse
- Massimo Lucarelli
- Dino Meneghin
- Aldo Ossola
- Manuel Raga
- Edoardo Rusconi
- Paolo Polzot
- Mauro Salvaneschi
- Marino Zanatta
- Allenatore:
  -  Sandro Gamba

## Statistiche
| COMPETIZIONE        | GIOCATE | VINTE | PERSE | F    | S    | PIAZZAMENTO |  |
| CAMPIONATO          | 26      | 24    | 2     | 2270 | 1720 | VINCITRICE  |  |
| TORNEI E AMICHEVOLI | 24      | 20    | 4     | 2094 | 1682 | -           |  |
| COPPA ITALIA        | 9       | 8     | 1     | 827  | 605  | 3           |  |
| COPPA EUROPA        | 9       | 6     | 3     | 795  | 698  | 2           |  |

## Fonti
- "Pallacanestro Varese 50 anni con voi" di Augusto Ossola